# Cogne
Cogne (AFI: [ˈkɔɲːe], o [ˈkoɲːe], (in italiano); /kɔɲ/ (in francese)) è un comune italiano sparso di 1 324 abitanti della Valle d'Aosta situato nella parte meridionale della regione, al cospetto del Massiccio del Gran Paradiso che dà il nome all'omonimo Parco nazionale.

## Geografia fisica

### Territorio
Il comune di Cogne occupa l'alta valle omonima. È il comune più esteso della Valle d'Aosta e il 19º in Italia per altitudine.
All'altezza capoluogo (Veulla), si diramano cinque valli:
- verso sud, la Valnontey, che porta alle pendici del Gran Paradiso;
- verso nord, il vallone di Grauson;
- verso sud-est, il vallone dell'Urtier e la Valeille;
- verso est, il vallone di Gimillan.

Cogne dista 140 km da Torino, 160 da Ginevra e 26,5 km da Aosta.
Al centro del territorio comunale e ai margini dell'abitato di Veulla si trova l'ampia distesa detta Prati di Sant'Orso (fr., Prés de Saint-Ours), insigniti del riconoscimento "Meraviglia d'Italia" I prati ospitano la bataille de reines, e sulla zona vige il divieto di edificare secondo lo statuto comunale.
La paleofrana di Champlong, nella località omonima, ricorda la presenza di un'antica morena glaciale. A seguito dello smottamento del terreno il letto del torrente Urtier si è spostato, i vulcanelli di fango testimoniano la presenza di acqua sotterranea sotto pressione. Un pannello informativo è stato posto sul ciglio della strada per Lillaz.
- Classificazione sismica: zona 4 (sismicità molto bassa)

### Clima
Il clima di Cogne è di tipo alpino con inverni lunghi ed estati corte. Dal punto di vista pluviometrico la Valle di Cogne, come del resto tutta la Valle d'Aosta ha un clima siccitoso, così come definito dall'abate Pierre-Louis Vescoz che parlava di un clima intramontano. Se la media pluviometrica nazionale è di circa 1.500 mm, a Cogne possiamo attestarci fra valori compresi fra i 700 e gli 800 mm. Le aree più esposte alle correnti umide provenienti dal Mediterraneo e più in quota, localizzate a Sud-Est nell'area di Lillaz.
Fra gli eventi estremi più recenti, da citare l'alluvione del 2000, che colpì duramente Piemonte e Valle d'Aosta con particolare intensità proprio sulla valle di Cogne. Caduti 460 mm di pioggia fra il 13-16 ottobre, l'evento ebbe importanti ripercussioni sul territorio comunale. Nella notte del 29 giugno 2024, una violenta alluvione ha causato allagamenti e danni in tutte le località di Cogne, causando devastazione lungo la strada regionale 47 e isolando il paese dalla valle, ma anche dalle sue stesse frazioni (come nel caso di Valnontey).
Di notevole impatto la frana di Champlong, vicino Lillaz, dove ci fu una profonda trasformazione dell'assetto della zona.

## Etimologia
In latino Cunia' (o Conia).

## Storia

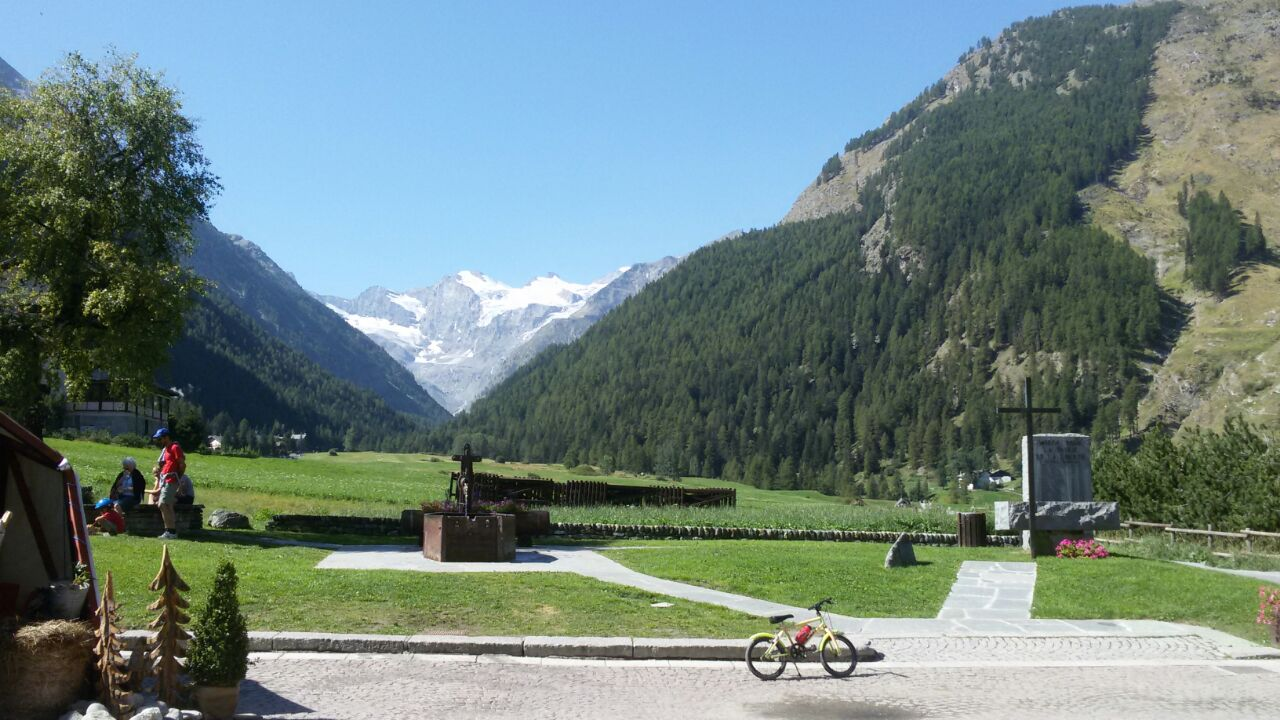
I prati di Sant'Orso, sullo sfondo il Gran Paradiso
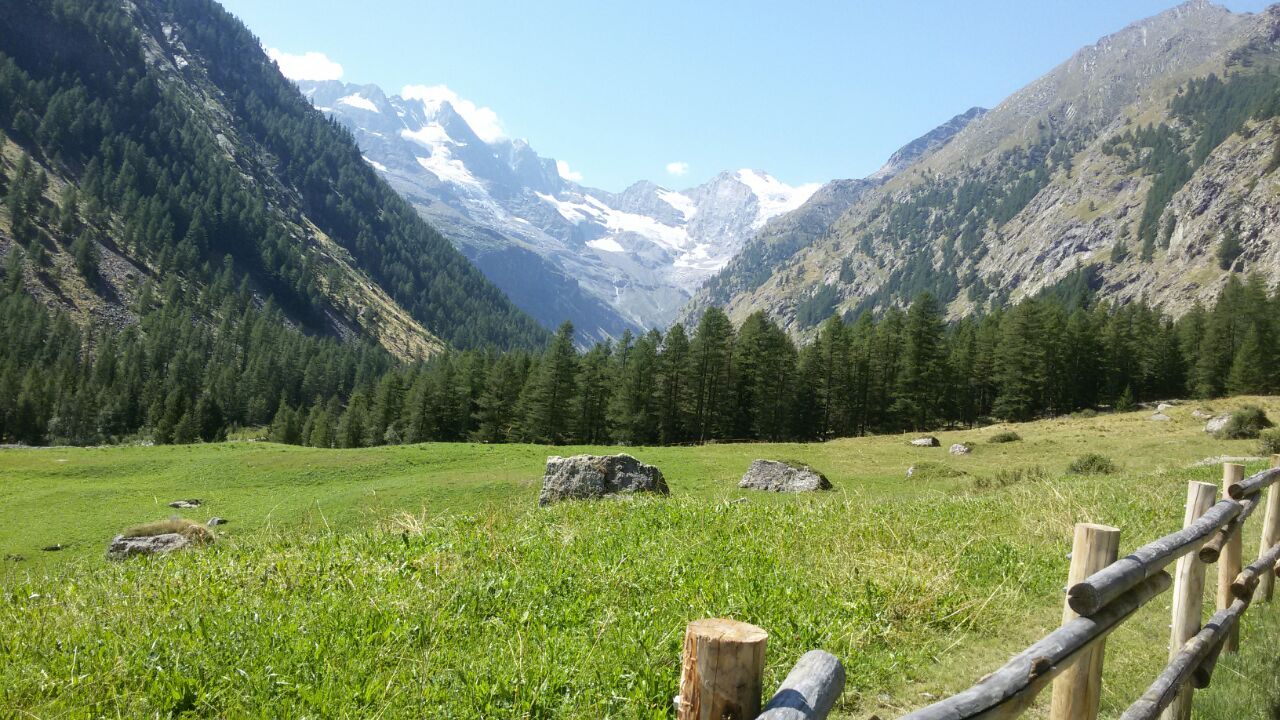
Un panorama dei prati di Sant'Orso

La popolazione di Cogne ha origini dalle valli arpitane piemontesi. In epoche passate le relazioni economiche, commerciali e le vie di comunicazione non erano dirette verso la Valle d'Aosta, ma verso le suddette valli, raggiunte passando per mulattiere e colli di alta montagna come il colle del Rancio o il colle dell'Arietta.

### Medioevo
Fin dal Medioevo la località fu nota per il giacimento di magnetite, concesso in sfruttamento ai valligiani dai signori locali.
Nel 1191 il conte di Savoia, Aosta e Moriana Tommaso I concesse al vescovo di Aosta di costruirsi un castello a Cogne, di cui era signore spirituale e temporale: «Pactum insuper fuit ut ipse episcopus si voluerit in valle de Conia castrum erigere valeat…». Il castello fu probabilmente terminato nel 1202, quando venne inaugurata la chiesa parrocchiale.

### Ottocento

Panoramica del 1923 di Cogne, prati di sant'Orso e gruppo del Gran Paradiso sullo sfondo

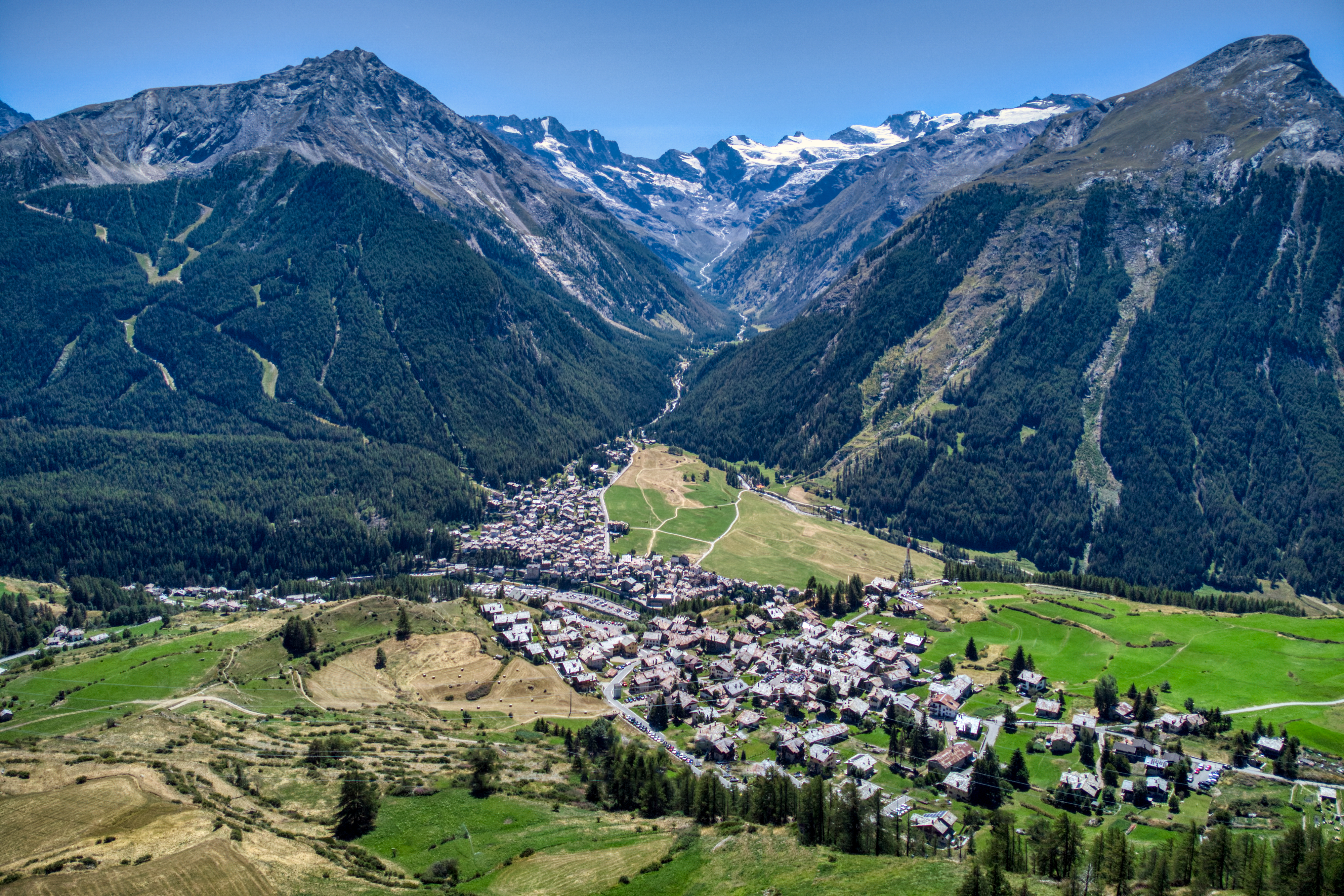
Panoramica del 2023 di Cogne

Nel 1865 il Corpo reale del Genio civile di Torino in val di Cogne realizzò una strada per unire Cogne con Aosta, e ben presto il ponte di Chevril diventò il simbolo del collegamento con il fondovalle.

### Seconda guerra mondiale
Nel corso della guerra gli abitanti vennero esentati dal prestare servizio militare per permettere la continuità dell'attività della miniera di ferro. Dal 7 luglio al 2 novembre 1944, complice l'isolamento della vallata e il ritiro del presidio tedesco ad Aosta ottenuto da Franz Elter direttore della miniera, il paese divenne una repubblica partigiana con un sindaco eletto, Francesco David, dotata di una propria radio libera e un giornale, formato da un unico foglio, intitolato prima Il Garibaldino e quindi Patriota, diretto da Giulio Einaudi arrivato a Cogne dalla Svizzera. Negli ultimi giorni della repubblica dalla Francia vi arrivò anche Sandro Pertini. La repubblica terminò il 2 novembre dopo un attacco tedesco, con l'appoggio di carri armati, al quale le brigate partigiane non poterono opporsi.

### Dopoguerra e chiusura della miniera
Fino agli anni Settanta del secolo scorso, Cogne è stato un importante centro minerario per l'estrazione del minerale di ferro, i cui filoni minerari principali erano sfruttati nelle miniere di Colonna, Licony e Larsinaz.
Il minerale estratto (principalmente magnetite) veniva poi inviato all'acciaieria Cogne di Aosta per la lavorazione utilizzando una ferrovia a scartamento ridotto. La miniera venne definitivamente chiusa nel 1979.
Tra gli eventi recenti più catastrofici che hanno colpito il paese si ricordano l'alluvione del 1993 e quella del 15 ottobre 2000: in quell'occasione caddero oltre 400 mm di pioggia in due giorni provocando esondazioni e frane.

### Il delitto di Cogne
Nel villaggio di Montroz, verso il vallone di Gimillan, ebbe luogo il 30 gennaio 2002 l'omicidio di un bambino di 3 anni, Samuele Lorenzi. Il misfatto è passato alla storia giudiziaria come il "delitto di Cogne". Fin dall'inizio, principale indagata fu la madre, Anna Maria Franzoni, poi condannata, con sentenza definitiva il 21 maggio 2008 in Cassazione, a sedici anni di carcere.
Il caso attirò, per mesi, l'interesse di gran parte dell'opinione pubblica italiana, sollecitata in ciò dall'attenzione morbosa dei mezzi di comunicazione di massa e, in particolare, della televisione.

## Simboli
Lo stemma e il gonfalone del comune sono stati concessi con decreto del presidente della Repubblica del 13 giugno 1989.
Il pastorale si riferisce alla signoria che il vescovo di Aosta esercitò nel Medioevo e nell’età moderna sulla valle di Cogne.
Lo stambecco, animale tipico del territorio, rimanda alle chasses royales, le battute di caccia tenute da re Vittorio Emanuele II nelle vallate del Gran Paradiso, che avevano a Cogne, nello château royal (antica casaforte vescovile), uno dei punti di ritrovo più frequenti. L'oro del campo e il piccone alludono alle ricchezze minerarie del paese: l'argento, estratto nel Medioevo, e il ferro, la cui estrazione raggiunse proporzioni industriali tra Seicento e Settecento.

Il gonfalone municipale

Il gonfalone è un drappo partito di giallo e di azzurro.

## Monumenti e luoghi d'interesse

### Architetture religiose

#### La chiesa parrocchiale di Sant'Orso

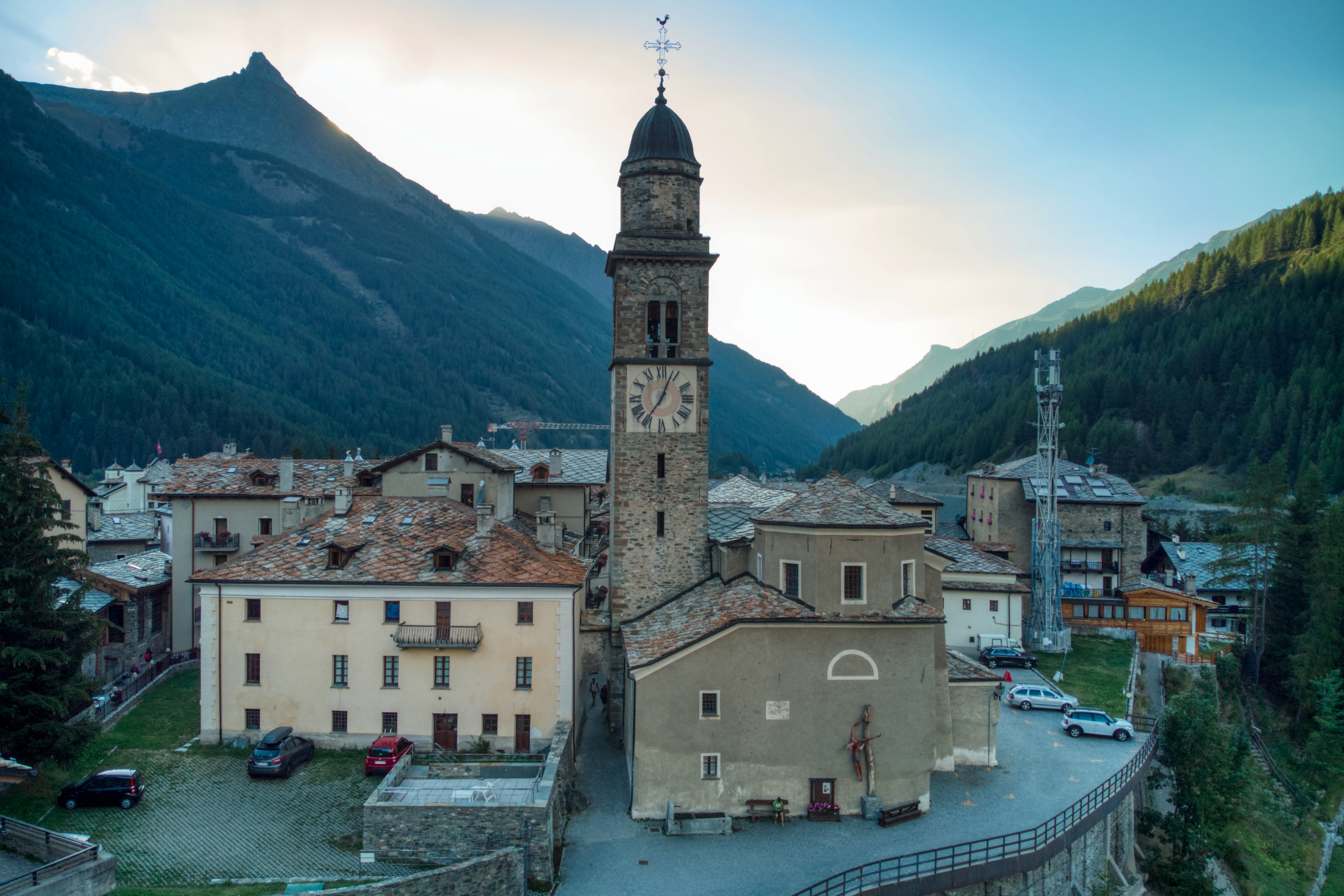
La chiesa parrocchiale dedicata a sant'Orso

Una leggenda attribuisce alla volontà divina la scelta del luogo sul quale venne edificata la chiesa di Cogne. Prima che fosse costruita, gli abitanti, per assistere alla messa domenicale, dovevano percorrere un lungo cammino per arrivare alla cappella del Crêt.

In inverno il sentiero era ancora più disagevole a causa del ghiaccio, così gli abitanti, stanchi della situazione, decisero di costruire una chiesa a Cogne. Il luogo scelto per tale costruzione era Lisardey, frazione che si trovava sulla riva destra del torrente. Successe un fatto strano quando sul posto vennero portate delle reliquie: queste scomparvero e furono ritrovate sulla riva opposta del torrente. Nonostante molti tentativi di riportarle al luogo prefissato esse tornavano sempre al di là del fiume. Gli abitanti di Cogne, comprendendo di aver assistito ad una manifestazione della volontà divina, ubicarono la chiesa nel luogo indicato dal Signore.

### Architetture civili
- Casa Savin, a Desot-Veulla
- Casa dell'orologio (Maison de l'horloge) o Casa Grappein
- La fontana in ferro, realizzata con il ferro della miniera per volere del sindaco César-Emmanuel Grappein, oggi si trova di fronte ai Prati di Sant'Orso, in origine situata di fronte a casa Grappein.
- I casolari di Valmiana, in Valnontey, architettura tradizionale alpina in pietra e legno

#### Miniere di Cogne

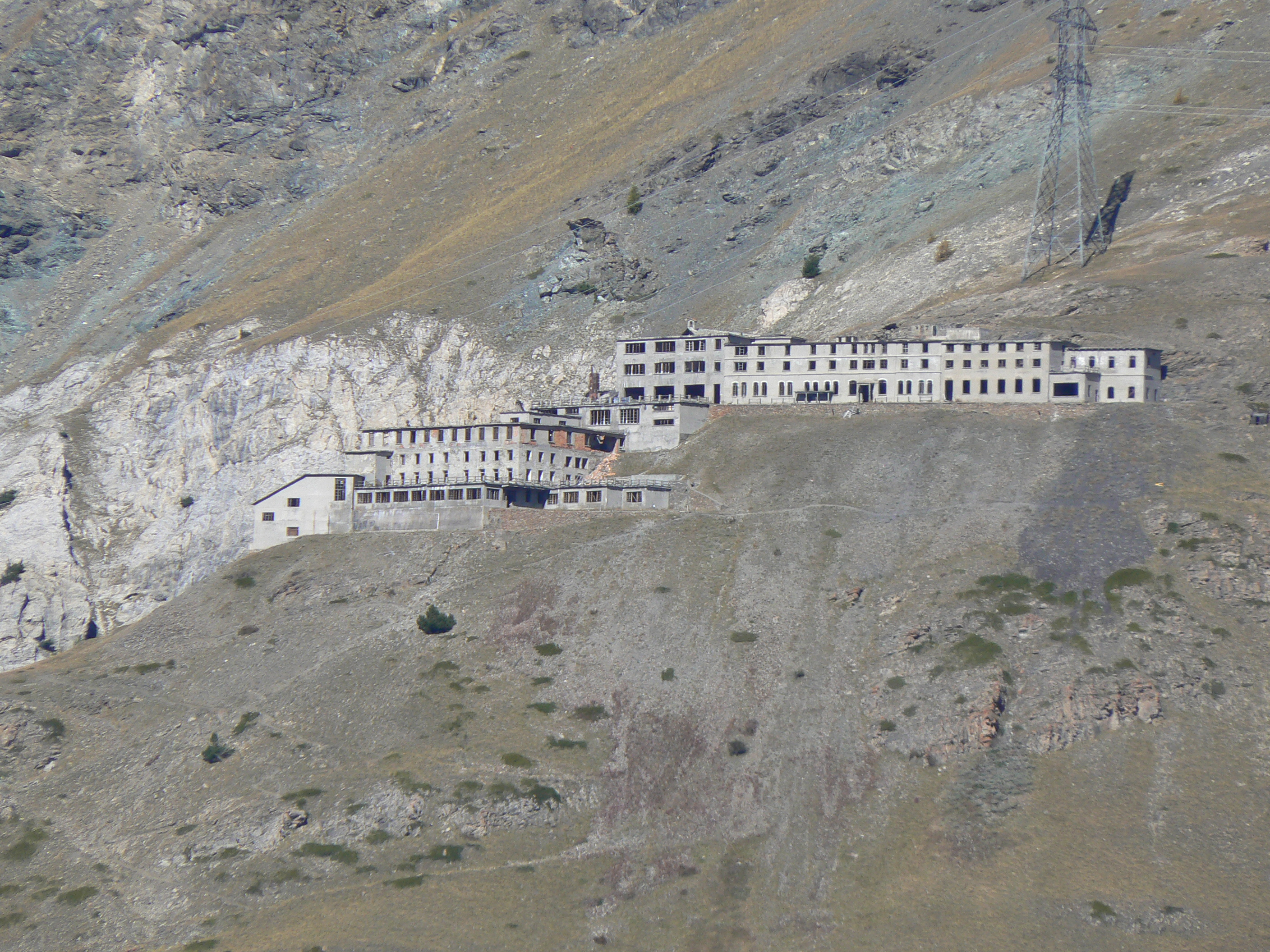
Il villaggio minatori di Colonna

- Miniere di Cogne: la ferrovia del Drinc e il polo minerario di Cogne, con il villaggio minatori di Colonna e le gallerie, impressionarono favorevolmente il direttore generale dell'UNESCO al punto da ipotizzare l'iscrizione del Bacino minerario di Cogne tra i Patrimoni mondiali dell'umanità[21]

### Architetture militari
- Castello reale dei vescovi di Aosta, accanto alla parrocchiale[22]
- Casaforte Villette, a Laydetré
- Casaforte di Tarambel, tra Épinel e Crétaz

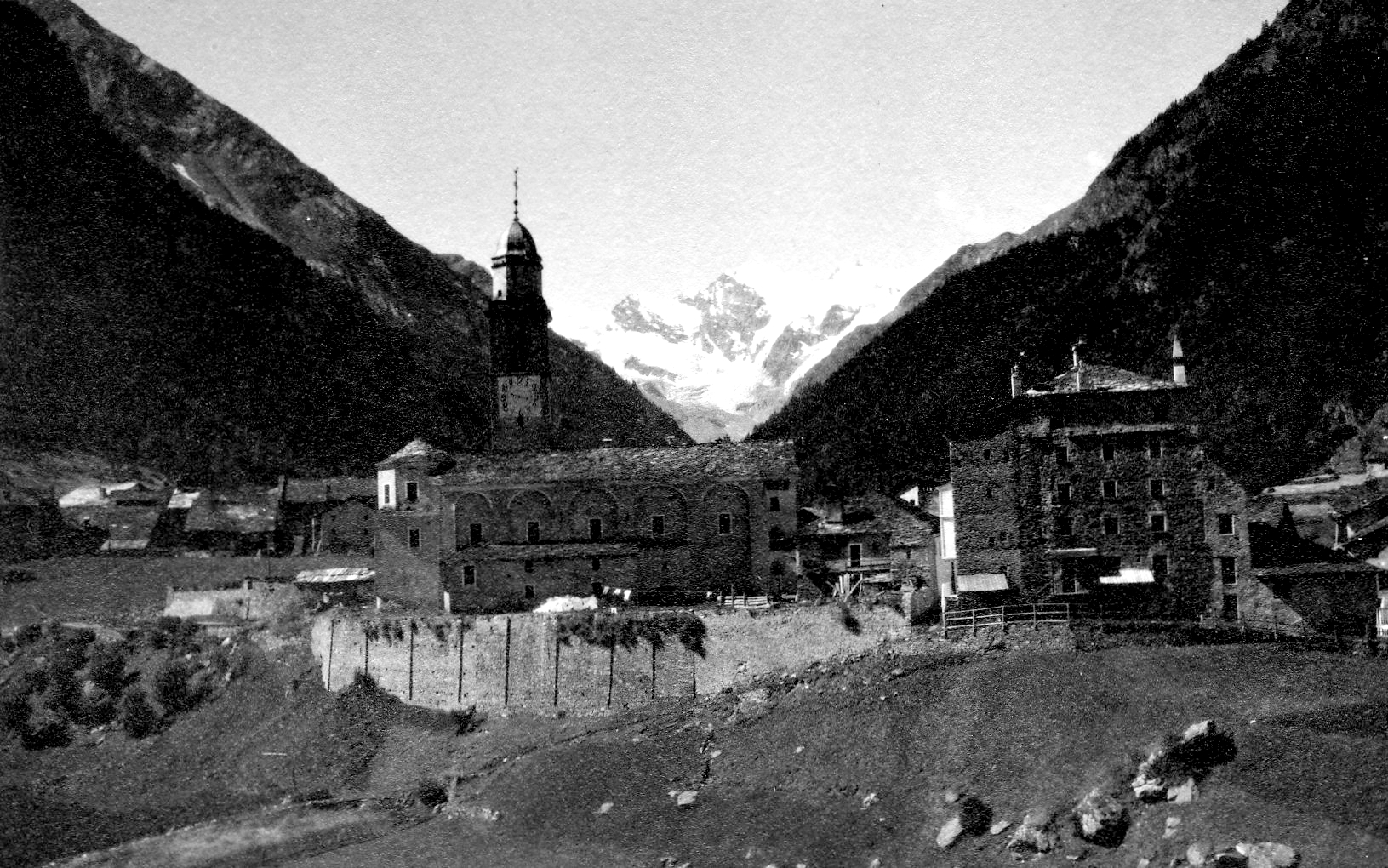
Immagine di Cogne nel 1915. A sinistra è visibile la parrocchiale, mentre l'edificio a destra era la residenza reale di Vittorio Emanuele II durante le sue permanenze in paese nei periodi di caccia.

### Aree naturali
- Parco nazionale del Gran Paradiso
- Giardino alpino Paradisia
- Vallone di Grauson, sito di interesse comunitario (cod. IT1205064, 489 ha)
- Vallone dell'Urtier, sito di interesse comunitario (cod. IT1205065, 1506 ha)
- Stazione di Astragalus alopecurus, sito di interesse comunitario (cod. IT1205061, 36 ha). L'Astragalus alopecurus è una specie rara in Europa di origine steppica.[23]

## Società

### Evoluzione Demografica
Abitanti censiti

### Etnie e minoranze straniere
Secondo i dati Istat al 31 dicembre 2019, a Cogne erano residenti 117 cittadini stranieri, pari all'8,5 % della popolazione.

Le nazioni di provenienza più rappresentative sono:
- Romania - 46 persone
- Marocco - 27
- Albania - 12

## Cultura

### Biblioteche
In Rue Bourgeois ha sede la biblioteca comunale.

### Musei
- Mèison di pitz: Mostra permanente del pizzo al tombolo - I merletti di Cogne (Les dentelles), in via César Grappein, di fronte alla chiesa parrocchiale[26];
- Atelier d'arts et métiers;
- Museo minerario regionale, al Villaggio minatori;
- Museo etnografico Maison de Cogne Gérard Dayné, a Sonveulla, che ospita anche uno spazio di coworking;
- Centro visitatori del Parco nazionale del Gran Paradiso.

### Eventi

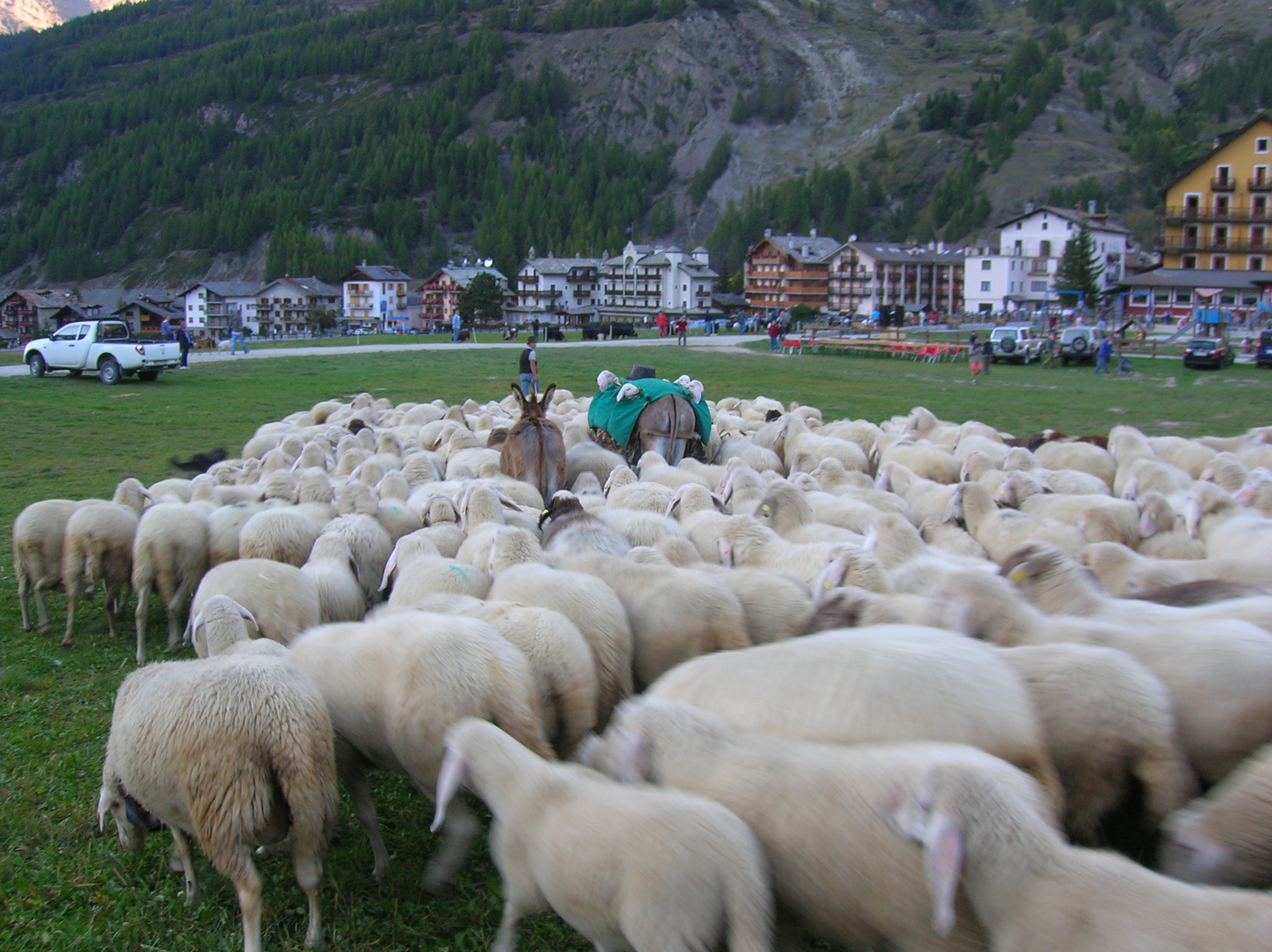
Gregge sceso dall'alpeggio durante la Devètéya

- Devètéya de Cogne - in patois cognein, la Désarpa (festa della transumanza), ovvero quando le greggi e le mandrie scendono dagli alpeggi. Di solito ha luogo il giorno di San Michele (29 settembre), quando i pastori si ritrovano per festeggiare sui prati di Sant'Orso e per le strade di Cogne. Si accompagna alla Féra (= fiera). Il patois di Cogne rappresenta un'eccezione, in quanto indica la salita e la discesa dagli alpeggi (transumanza) rispettivamente con i termini vètéya e devètéya, a differenza del patois valdostano standard, che usa i termini énarpa e désarpa (cf. in francese, inalpe e désalpe). Entrambi questi termini derivano dal verbo vètì (= vestire), e dal suo contrario devètì, secondo l'idea per cui la montagna è "vestita" di mucche durante il periodo estivo e successivamente "svestita"[27].
- La Marciagranparadiso, competizione di sci nordico.
- La Granparadisobike, competizione di mountain-bike, l'ultima domenica di maggio.
- Il Tour Gran Paradiso, gara podistica[28]

### Cucina
Il mécoulin è pane dolce natalizio tipico di Cogne.

## Geografia antropica
Il capoluogo, chiamato Veulla in patois cognein, ma comunemente indicato come Cogne, si divide in più parti:
- Desot Veulla, la zona bassa, che comprende anche la Chiesa parrocchiale
- Métanéire, la parte centrale che comprende il municipio
- Sonveulla, il centro storico, la parte alta del paese
- Laydetré, letteralmente "al di là dei tre" in patois cognein, cioè al di là delle tre parti storiche di Veulla (Sonveulla, Desot-Veulla e Métanéire) in quanto Laydatré nacque in seguito. È la zona dove si trovano attualmente la cabinovia e le piste da discesa
- Son-lou-Prò (=sopra i prati, in patois cognein), l'ultima parte verso la Valnontey

## Economia

### Turismo
Cogne è un'importante località turistica, sia estiva che invernale, e uno dei centri mondiali dello sci di fondo. Determinante attrattiva turistica è il Parco Nazionale del Gran Paradiso, primo parco nazionale italiano che tutela una notevole biodiversità sia floristica che faunistica.
Dal 1º gennaio 2011 Cogne è entrata a far parte dell'Associazione Perle delle Alpi per l'offerta turistica sostenibile e la mobilità dolce. È la seconda località alpina valdostana a rientrare nei criteri dopo Chamois.

### Artigianato

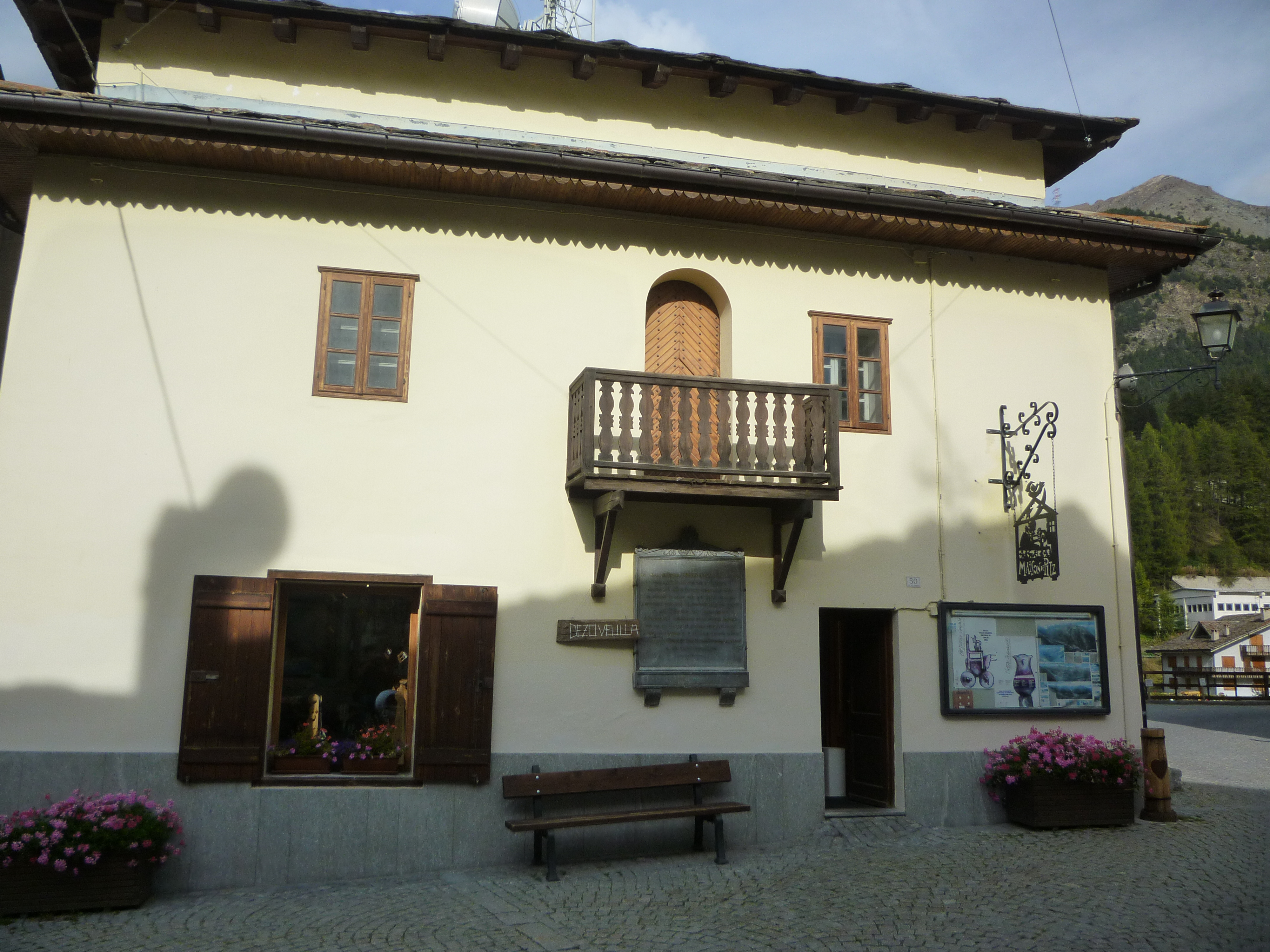
La Mèison di pitz in via César-Emmanuel Grappein

Cogne è nota anche per i suoi pizzi a fuselli artigianali lavorati dalle donne al tombolo e detti les dentelles de Cogne; questa attività è praticata a Cogne fin dal XVI secolo e fa parte della tradizione che ancora oggi viene portata avanti dalla cooperativa "Les Dentellieres de Cogne". Ai pizzi di Cogne è dedicata l'esposizione permanente della Mèison di pitz.
I pizzi così realizzati vengono utilizzati per impreziosire svariati oggetti, quali tovaglie, lenzuoli e i tipici costumi della valle.

### Energia
Come in molti comuni valdostani anche nel comune di Cogne si produce energia idroelettrica. La centrale idroelettrica di Lillaz, in gestione alla CVA, sfrutta le acque dell'Urtier.

## Infrastrutture e trasporti

### Strade
Cogne è collegata alla valle centrale e alla plaine tramite la SR 47 il cui imbocco è situato all'altezza dell'abitato di Aymavilles presso lo svincolo di Aosta Ovest dell'Autostrada A5 Torino-Monte Bianco.

### Ferrovie
Linea Cogne - Eaux-Froides (Gressan), l'antico trenino che trasportava la magnetite verso gli altiforni di Aosta. Linea attualmente utilizzabile solo in caso di emergenza.

## Amministrazione
Di seguito è presentata una tabella relativa alle amministrazioni che si sono succedute in questo comune.
| Periodo        | Periodo        | Primo cittadino | Partito          | Carica  | Note   |
| -------------- | -------------- | --------------- | ---------------- | ------- | ------ |
| 17 giugno 1985 | 22 maggio 1990 | Osvaldo Ruffier | -                | Sindaco | [ 35 ] |
| 22 maggio 1990 | 29 maggio 1995 | Osvaldo Ruffier | Union Valdôtaine | Sindaco | [ 35 ] |
| 29 maggio 1995 | 8 maggio 2000  | Osvaldo Ruffier | lista civica     | Sindaco | [ 35 ] |
| 8 maggio 2000  | 30 maggio 2003 | Osvaldo Ruffier | lista civica     | Sindaco | [ 35 ] |
| 30 maggio 2003 | 9 maggio 2005  | Bruno Zanivan   | lista civica     | Sindaco | [ 35 ] |
| 9 maggio 2005  | 25 maggio 2010 | Bruno Zanivan   | lista civica     | Sindaco | [ 35 ] |
| 24 maggio 2010 | 11 maggio 2015 | Franco Allera   | lista civica     | Sindaco | [ 35 ] |
| 11 maggio 2015 | in carica      | Franco Allera   |                  | Sindaco | [ 35 ] |

## Sport

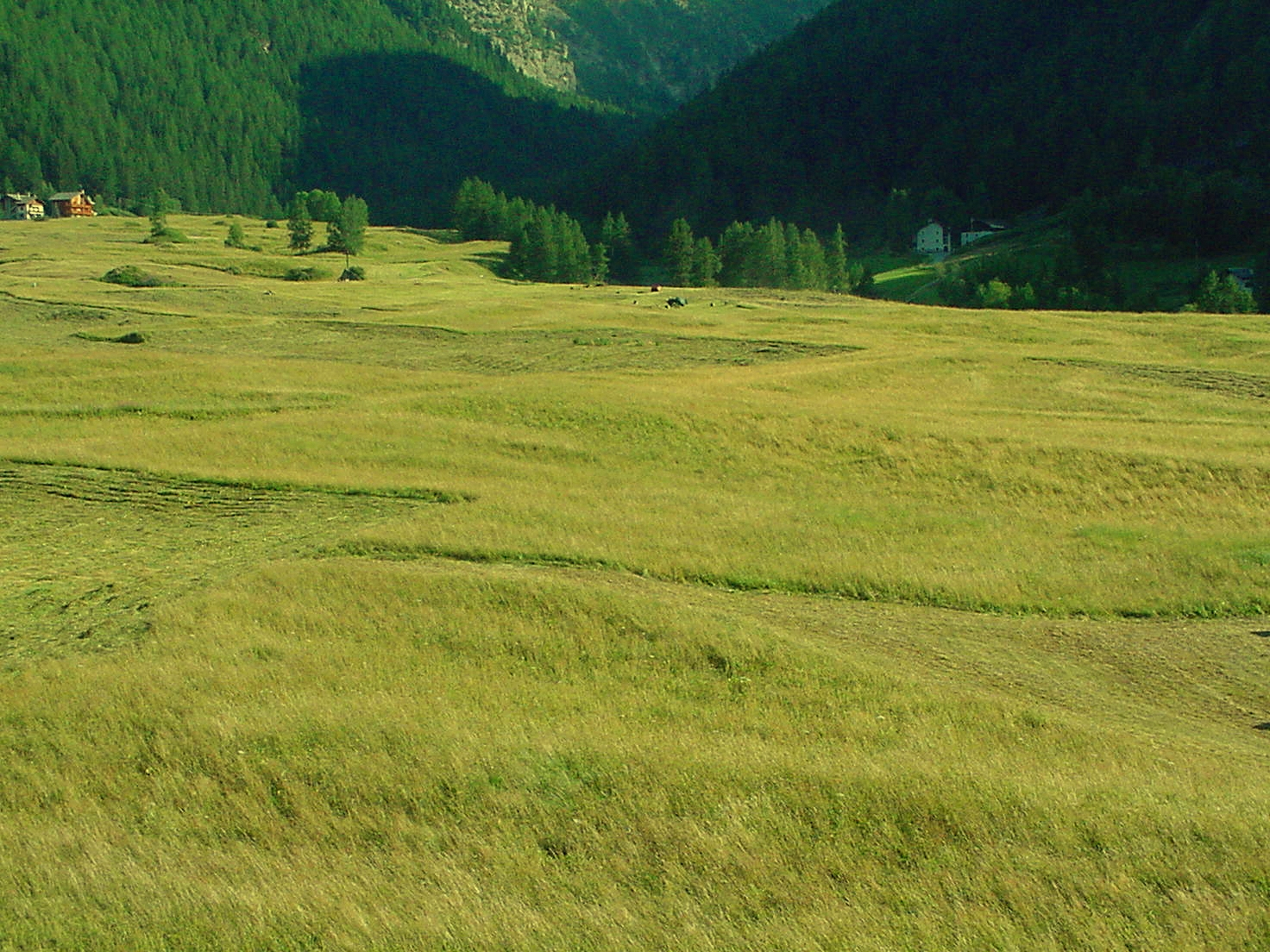
Scorcio estivo sui prati di Sant'Orso, ancora oggi sfruttati per raccogliere il fieno per il bestiame

### Attività invernali
- Sci di fondo: praticabile su più di 80 km di piste distribuite tra i prati di Sant'Orso, la Valnontey e le zone di Lillaz e Épinel. Il paese ha ospitato varie tappe della Coppa del Mondo della disciplina, oltre ad altri appuntamenti internazionali e nazionali e a una classica competizione di granfondo in tecnica classica, la Marciagranparadiso, che si snoda su un percorso di 45 km.
- Sci alpino: Cogne dispone di 9 km di piste battute.

### Attività estive
- Trekking

### Sport tradizionali
In questo comune si gioca a palet e a rebatta, caratteristici sport tradizionali valdostani.

## Galleria d'immagini

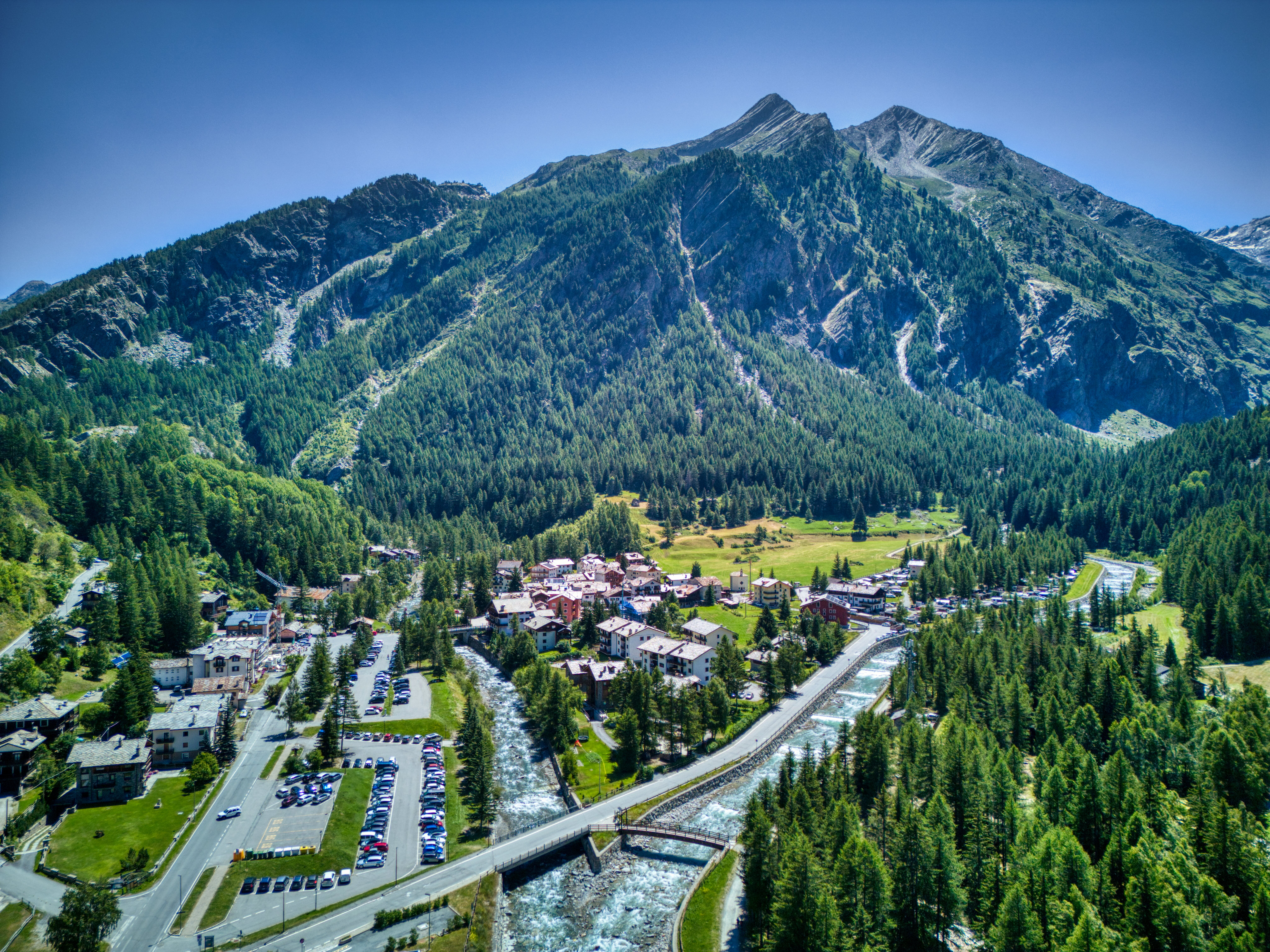
Lillaz
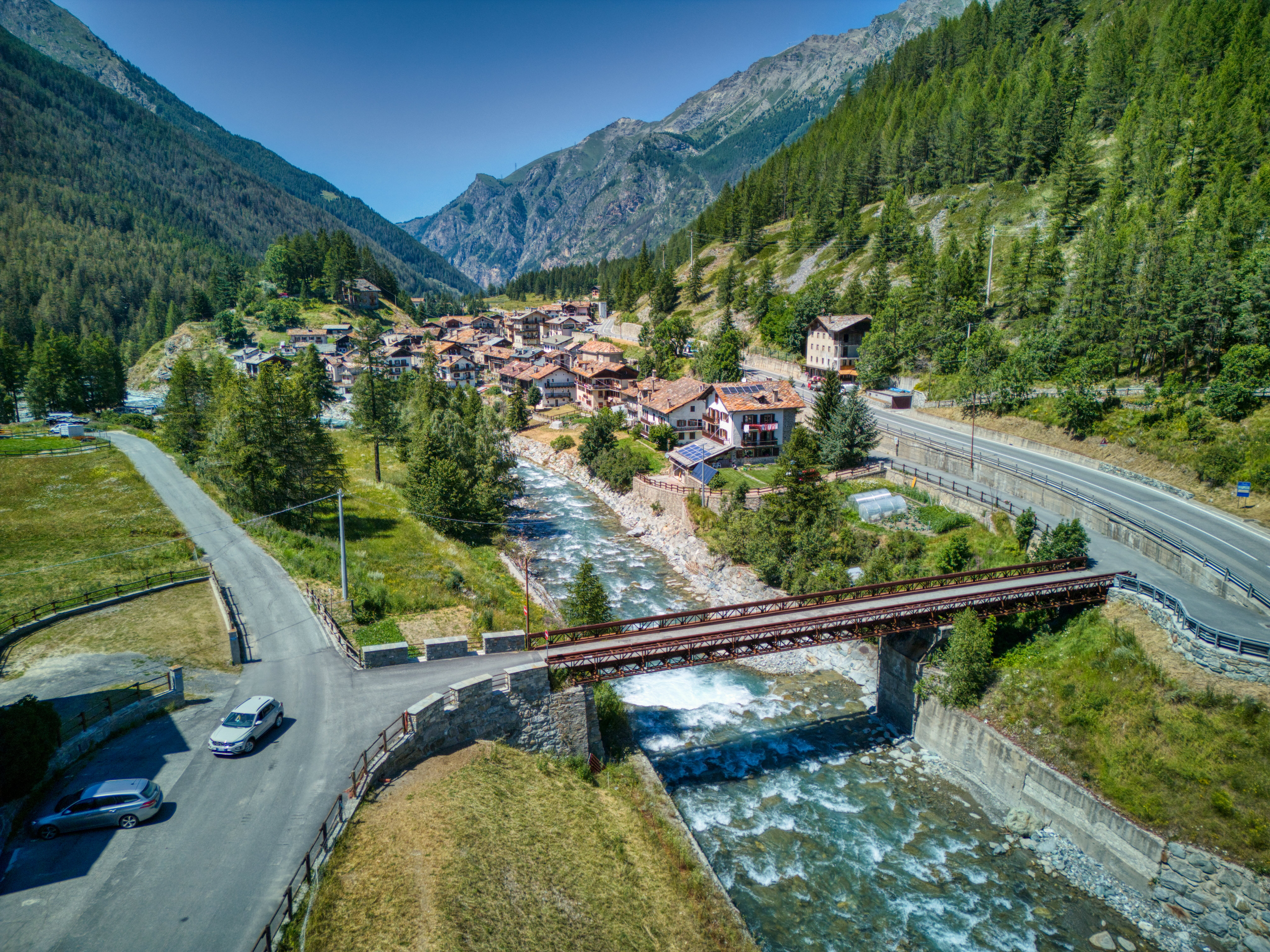
Crétaz
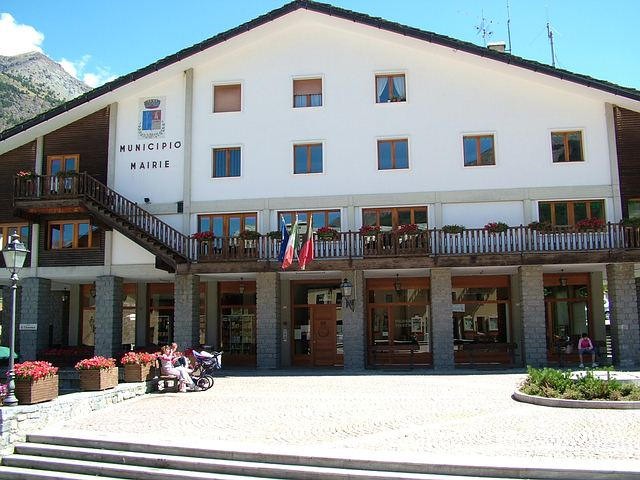
Il municipio, in piazza Émile Chanoux
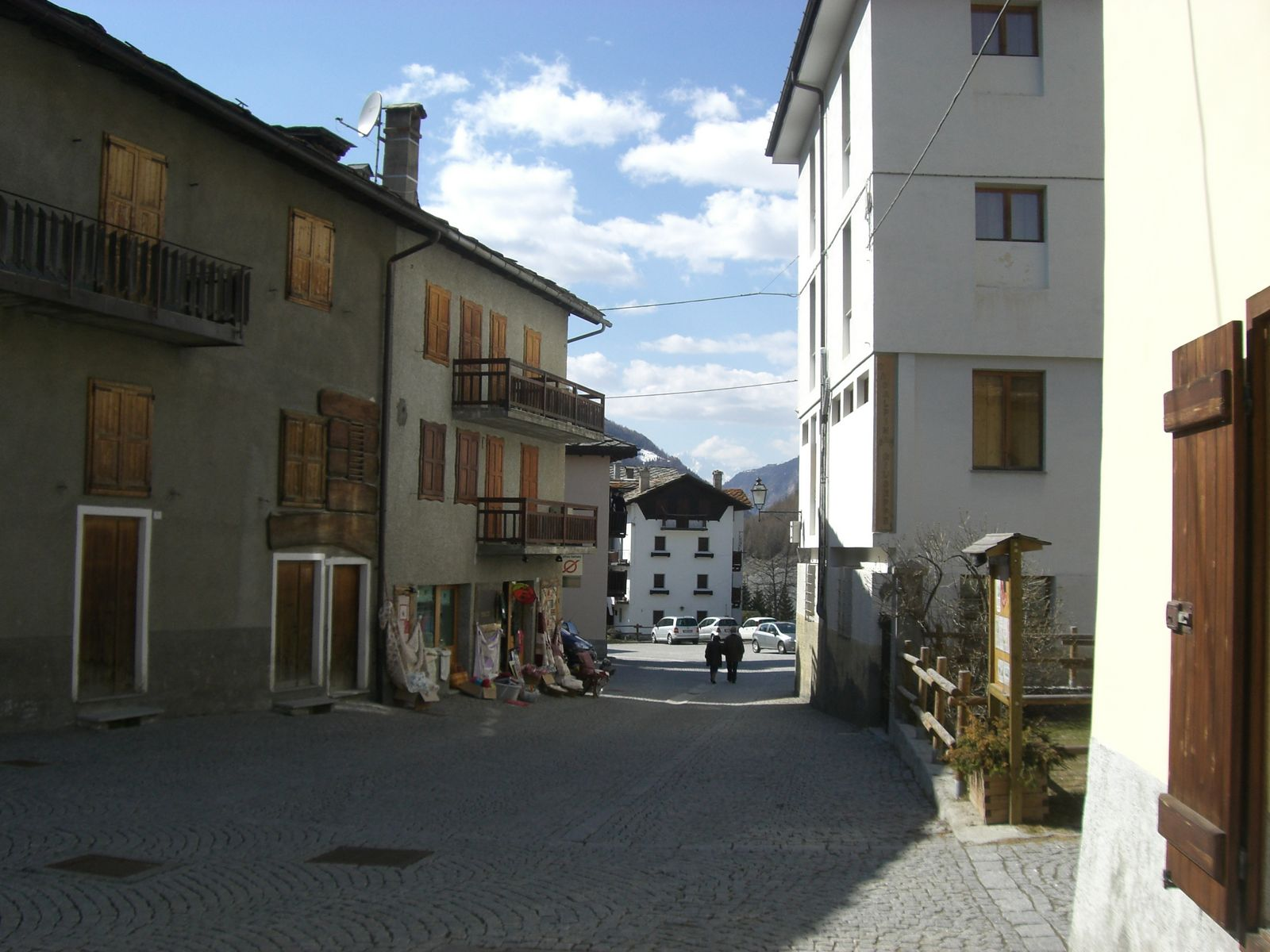
Via César-Emmanuel Grappein, a Métanéire
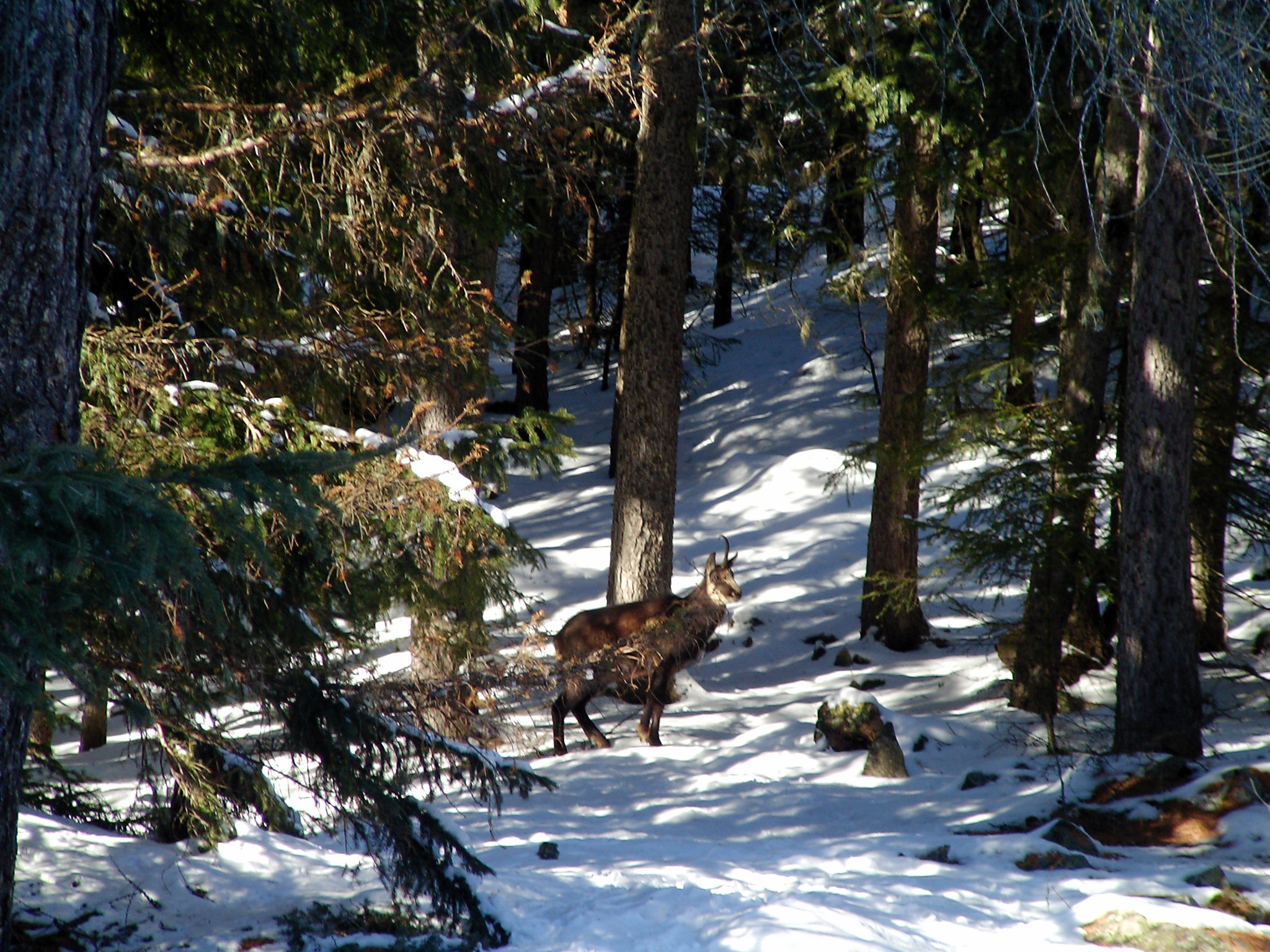
Un camoscio nei pressi di Cogne
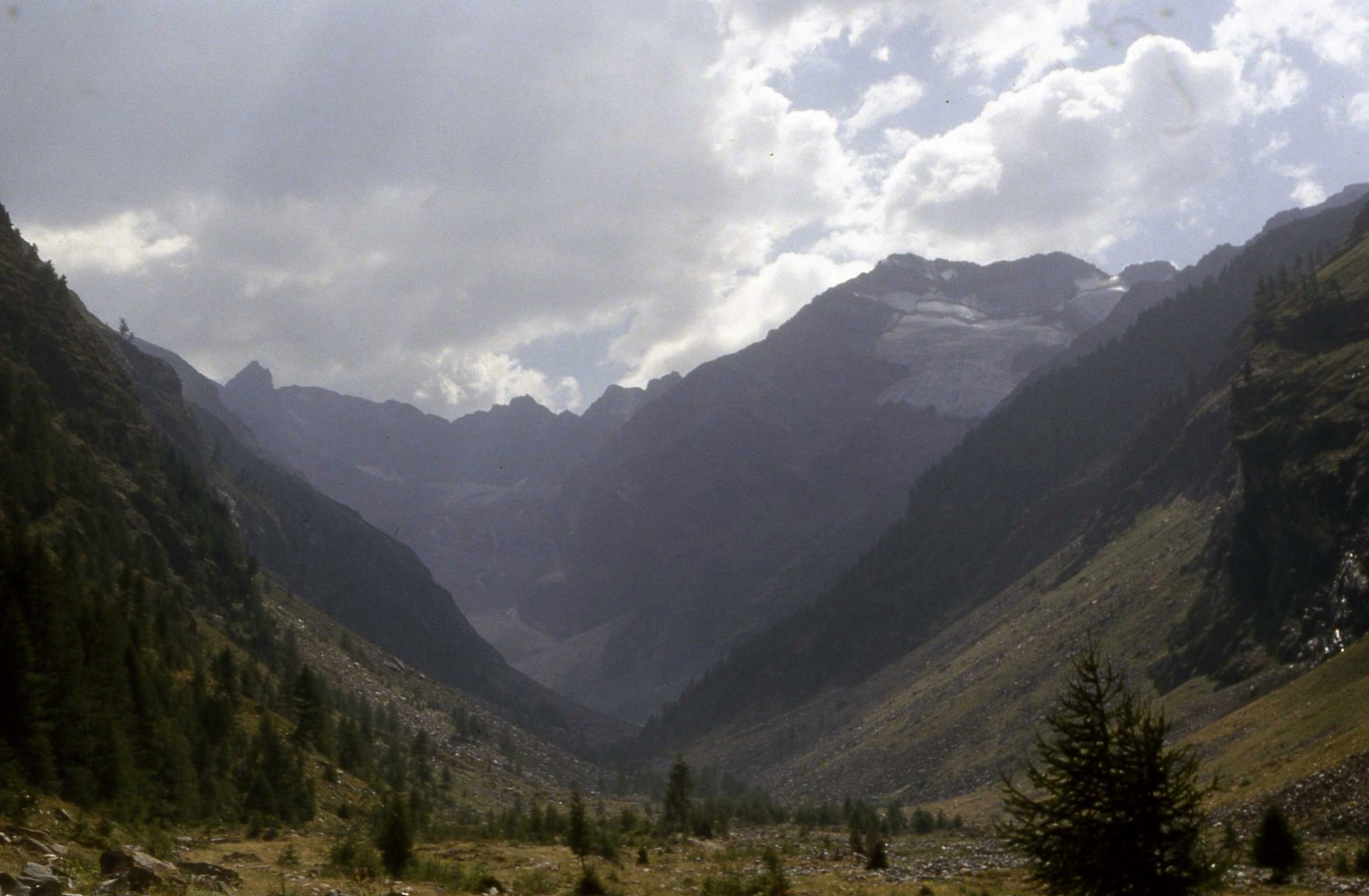
La Valeille, sopra Lillaz